# Tom Kruse (postbud)
Esmond Gerald (Tom) Kruse MBE (28. august 1914 – 30. juni 2011) var et tidligere postbud på Birdsville Track i grænseområdet mellem staterne South Australia og Queensland i Australien. Kruse blev kendt efter John Heyers film fra 1954 The Back of Beyond, og i året efter filmens udgivelse blev Kruse udnævnt til Member of the Order of the British Empire (MBE) for "tjenester ydet til samfundet i the outback".

## Opvækst
Tom Kruse blev født i Waterloo i South Australia, med Harry (Heinrich) og Ida Kruse som forældre. Tom Kruse var det tiende af tolv børn. Kruse gik ud af skolen som fjortenårig og arbejdede med forefaldende arbejde på lokale farme. Han fik imidlertid, på grund af den store depression, arbejde i "bushen" omkring 1934, hvor han begyndte at arbejde for John Pennas transportvirksomhed, der havde sit virke fra Yunta i det midt-nordlige af South Australia. Kruse giftede sig med Audrey Valma Fuller (kendt som Val) den 24. januar 1942 i Adelaide, og de fik fire børn: Pauline, Helen, Phillip og Jeffery.

## The Birdsville Track ogThe Back of Beyond
I 1936 købte og overtog Harry Ding postkontrakten fra John Penna, og Tom Kruse begyndte sin første kørsel den 1. januar samme år. Kruse købte og overtog selv kontrakten i 1947, og solgte den igen i 1963.
Kruse arbejdede på Birdsville Track-postrute fra 1936 til 1957, hvor han kørte i sin Leyland Badger lastbil. Han leverede post samt andre fornødenheder, blandt andet købmandsvarer, brændstof og medicin til afsides beliggende steder fra Marree i det nordvestlige South Australia til Birdsville i det centrale Queensland, mere end 520 kilometer væk. Hver tur tog to uger og Tom skulle regelmæssigt ordne maskinsammenbrud, oversvømmelser og fastkørsler i ørkenens sanddyner.
Tom Kruse blev kendt ved udgivelsen af John Heyers dokumentarfilm The Back of Beyond i 1954. Mens filmen fulgte en "typisk" tur med Kruse, som viste de forskellige mennesker, han mødte under turen og den slags forhindringer, han stod over for, var netop denne tur instrueret og omfatter en række rekonstruktioner og en "forsvundne børn"-historie. John Heyer havde foretaget en studierejse med Kruse tidligere. Optagelsen af filmen begyndte i slutningen af 1952. Kruse blev udnævnt til MBE i 1955.